# Pseudotolida sinica
Pseudotolida sinica is een keversoort uit de familie spartelkevers (Mordellidae). De wetenschappelijke naam van de soort is voor het eerst geldig gepubliceerd in 1995 door Fan & Yang.